# Gare de Lalinde
La gare de Lalinde est une gare ferroviaire française de la ligne de Libourne au Buisson, située sur le territoire de la commune de Lalinde, dans le département de la Dordogne en région Nouvelle-Aquitaine.
C'est une gare de la Société nationale des chemins de fer français (SNCF), desservie par des trains TER Nouvelle-Aquitaine.

## Situation ferroviaire
Établie à 47 m d'altitude, la gare de Lalinde est située au point kilométrique (PK) 627,988 de la ligne de Libourne au Buisson, entre la gare fermée de Couze et la gare ouverte de Mauzac.

## Histoire
Le 28 juin 1879, la section de Bergerac au Buisson est ouverte.
La recette annuelle de la gare est de 35 969 francs en 1881 et de 38 153 francs en 1882.

## Fréquentation
La fréquentation de la gare est détaillée dans le tableau ci-dessous :
|           | 2015   | 2016   | 2017   | 2018   | 2019   | 2020   | 2021   | 2022   | 2023   |
| --------- | ------ | ------ | ------ | ------ | ------ | ------ | ------ | ------ | ------ |
| Voyageurs | 22 561 | 20 266 | 22 235 | 22 985 | 14 540 | 14 034 | 22 715 | 31 670 | 32 349 |

## Service des voyageurs

### Accueil
Gare SNCF, elle dispose d'un bâtiment voyageurs, avec guichet, ouvert du lundi au vendredi et fermé les samedis, dimanches et jours fériés. Elle est équipée d'automates pour l'achat de titres de transport.

### Desserte
Lalinde est desservie par des trains TER Nouvelle-Aquitaine qui effectuent des missions entre les gares de Bergerac et Sarlat-la-Canéda.

### Intermodalité
Un parking pour les véhicules y est aménagé.

## Galerie de photos

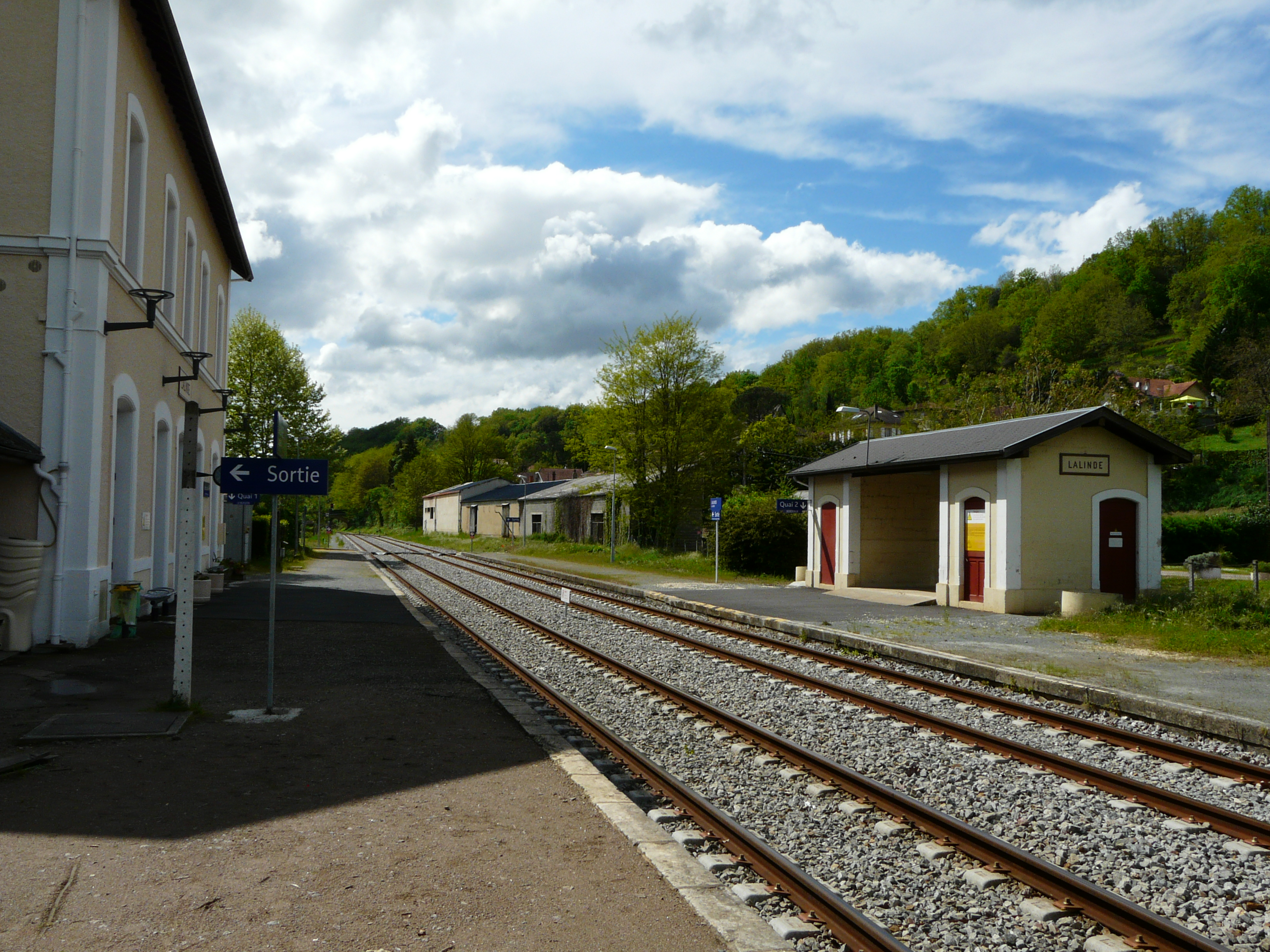
Les voies en direction de Bergerac.
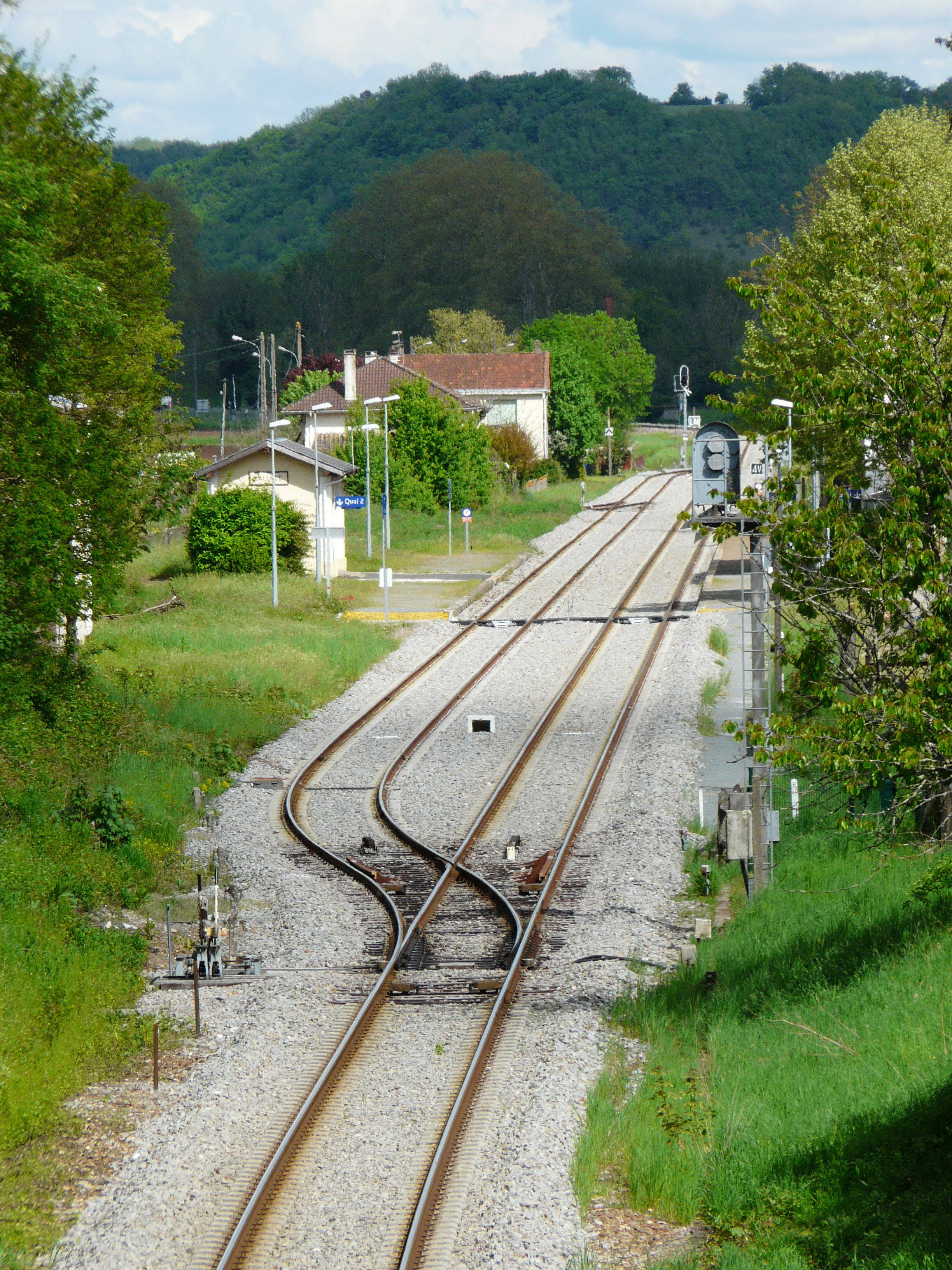
Les voies en gare de Lalinde, direction Le Buisson.
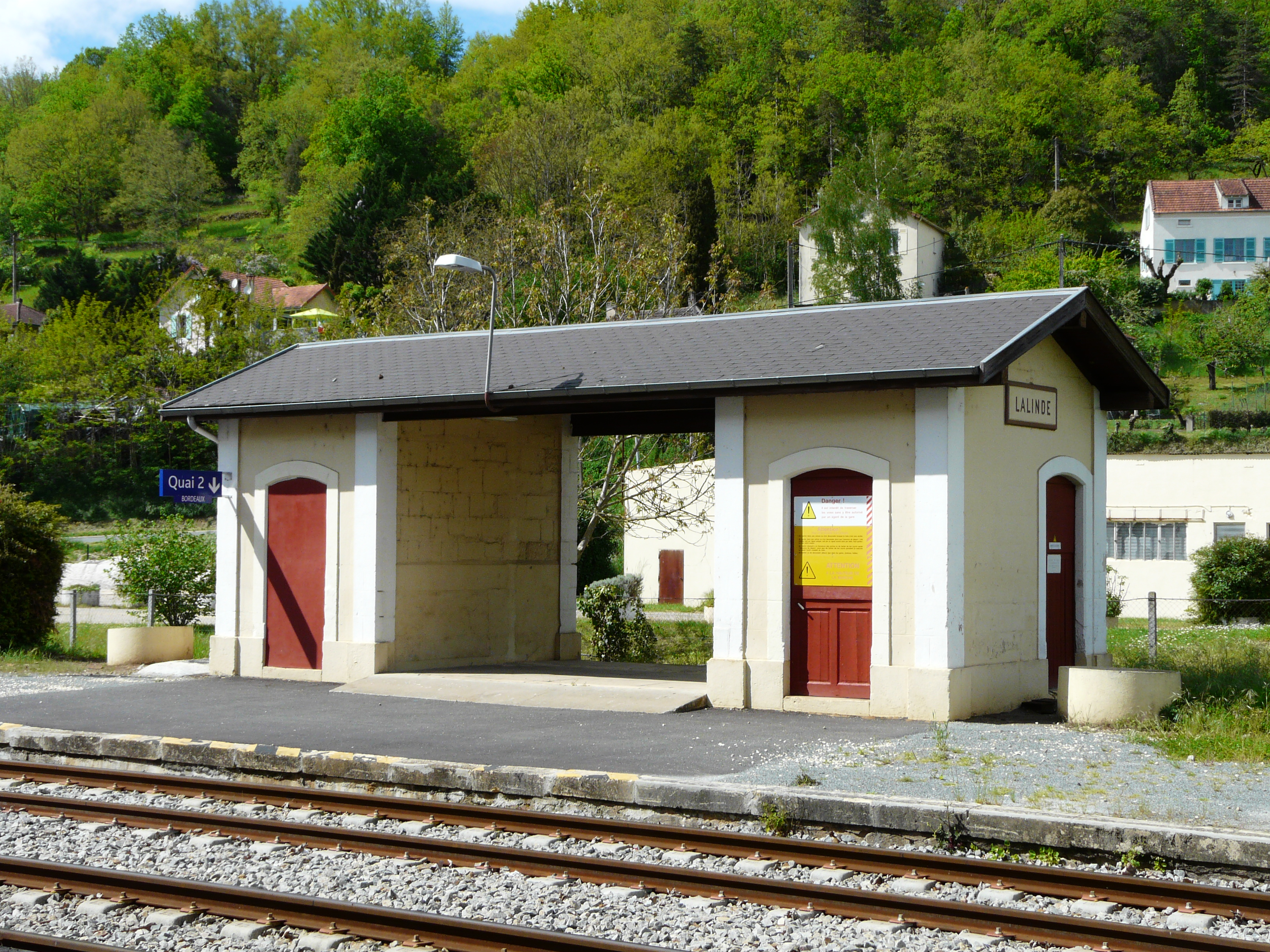
Abri voyageurs.